# Saint-Maurice-d’Ardèche
Saint-Maurice-d’Ardèche ist eine französische Gemeinde mit 373 Einwohnern (Stand 1. Januar 2022) im Département Ardèche in der Region Auvergne-Rhône-Alpes. Sie gehört zum Kanton Vallon-Pont-d’Arc und zum Kommunalverband Gorges de l’Ardèche.

## Geografie
Saint-Maurice-d’Ardèche liegt am Mittellauf der Ardèche zwischen den Nachbargemeinden Rochecolombe im Süden und Lanas und Vogüé im Norden, zwölf Kilometer südlich von Aubenas und acht Kilometer nordöstlich von Ruoms. Villeneuve-de-Berg liegt 14 Kilometer in nordöstlicher Richtung.